# Щучье (озеро, Татарстан)
Щучье — озеро в России, располагается в 4 км юго-восточнее деревни Отрада на территории Спасского района Республики Татарстан. Памятник природы с 1978 года.
Представляет собой водоём карстового происхождения, находящийся на водоразделе рек Утка и Бездна. Озеро имеет продолговатую форму, длиной 1 км и максимальной шириной в 260 м. Площадь водной поверхности озера составляет 21,3 га. Наибольшая глубина достигает 15 м, средняя глубина равняется 4,5 м. Уровень уреза воды находится на высоте 73 м над уровнем моря.